# Wybory prezydenckie w Macedonii w 2009 roku
Wybory prezydenckie w Macedonii odbyły się w dwóch turach 22 marca i 5 kwietnia 2009. Nowym prezydentem Macedonii został Ǵorge Iwanow. Pierwsza tura wyborów odbywała się równocześnie z wyborami samorządowymi.
W pierwszej turze wyborów zwyciężył Ǵorge Iwanow (WMRO-DPMNE), na którego głosowało 35,06% wyborców. Drugie miejsce zajął Lubomir Frczkoski (Socjaldemokratyczny Związek Macedonii), który zdobył 20,45% głosów. Trzeci był były minister zdrowia Imer Selmani (Nowa Demokracja), który otrzymał 14,99% głosów, a czwarte miejsce zajął niezależny kandydat Lube Boszkoski (14,87%). Frekwencja w pierwszej turze wyniosła 57%.
W drugiej turze wyborów zwyciężył ponownie Ǵorge Iwanow. Uzyskał on wynik 63,14% głosów. Frekwencja przekroczyła wymagane 40% i wyniosła 42,89%.

## Przed wyborami
W październiku 2008 parlament zaakceptował poprawki do konstytucji, przewidujące zmianę zasad głosowania w wyborach prezydenckich. Parlament obniżył minimalną wymaganą frekwencję podczas wyborów prezydenckich z 50% do 40%. Była to próba polepszenia wizerunku Macedonii jako kraju o stabilnej demokracji.
Wybory powszechnie były oceniane jako „test dojrzałości politycznej” Macedończyków, mogący zadecydować o członkostwie kraju w Unii Europejskiej i NATO.

### Kandydaci
Obecny prezydent Branko Crwenkowski zapowiedział, że nie będzie się ubiegał o reelekcję. Do wyborów zgłosiło się dziesięciu kandydatów:
- Ǵorge Iwanow (WMRO-DPMNE)
- Lubomir Frczkoski (Socjaldemokratyczny Związek Macedonii)
- Lube Boszkoski (niezależny)
- Agron Buxhaku (Demokratyczny Związek na rzecz Integracji)
- Mirushe Hoxha (Demokratyczna Partia Albańczyków)
- Imer Selmani (Nowa Demokracja)
- Nano Rużin (Partia Liberalno-Demokratyczna)
- Nevzat Halili (Partia Demokratycznego Postępu)
- Slagjana Taseva (niezależny)
- Blagoja Markovski (niezależny)

## Wybory
Lokale wyborcze były czynne od 7:00 do 19:00. Obfite opady śniegu spowodowały, że 134 z 3 tysięcy lokali wyborczych nie zostało otwartych. W miejscach tych zarejestrowanych było 12,5 tysięcy wyborców, czyli mniej niż 1% uprawnionych do głosowania. Głosowanie zostanie tam powtórzone w ciągu dwóch tygodni. Uprawnionych do głosowania było 1,8 mln ludzi. Wyborom przyglądało się prawie 7 tysięcy krajowych i około 500 zagranicznych obserwatorów, w tym obserwatorzy z OBWE. Wybory odbywały się w warunkach zaostrzonych środków bezpieczeństwa. Władze nie chciały dopuścić do powtórzenia sytuacji, jaka miała miejsce podczas wyborów parlamentarnych w 2008, kiedy to w wielu punktach kraju doszło do starć między rywalizującymi partiami albańskimi.

### I tura
Po przeliczeniu wszystkich głosów w wyborach zwyciężył Ǵorge Iwanow.
| Kandydat          | Partia                                    | Głosy     | %      |
| ----------------- | ----------------------------------------- | --------- | ------ |
| Ǵorge Iwanow      | WMRO-DPMNE                                | 343 374   | 35,06% |
| Lubomir Frczkoski | Socjaldemokratyczny Związek Macedonii     | 200 316   | 20,45% |
| Imer Selmani      | Nowa Demokracja                           | 146 795   | 14,99% |
| Lube Boszkoski    | niezależny                                | 145 638   | 14,87% |
| Agron Buxhaku     | Demokratyczny Związek na rzecz Integracji | 73 567    | 7,51%  |
| Nano Rużin        | Partia Liberalno-Demokratyczna            | 39 645    | 4,05%  |
| Mirushe Hoxha     | Demokratyczna Partia Albańczyków          | 30 281    | 3,09%  |
| głosy nieważne    |                                           | 31 943    | 3,15%  |
|                   | Razem                                     | 1 011 441 | 100%   |

### II tura
Druga tura odbyła się 5 kwietnia. Zwyciężył w niej Ǵorge Iwanow. Frekwencja wyniosła 42,89%.
| Kandydat          | Partia                                | Głosy   | %      |
| ----------------- | ------------------------------------- | ------- | ------ |
| Ǵorge Iwanow      | WMRO-DPMNE                            | 453 426 | 63,14% |
| Lubomir Frczkoski | Socjaldemokratyczny Związek Macedonii | 264 692 | 36,86% |
|                   | Razem                                 | 718 118 | 100%   |